# Spray King
Spray King (Spray King?) è un manga scritto e disegnato dal mangaka Shin Mikuni nel 2009 inizialmente come one-shot, che è invece proseguito fino a raggiungere i quattro volumi. In Giappone è edito dalla casa editrice Kodansha sulla rivista Monthly Shōnen Rival, mentre in Italia si occupa della diffusione la casa GP Publishing.

## Trama
Nella città di Kotobuki, un misterioso personaggio chiamato Spray King mette fuori combattimento le gang criminali della città, i quali membri, una volta risvegliatisi, hanno il carattere totalmente cambiato. Una volta sconfitti, Spray King lascia abitualmente maestosi graffiti.
In molti sono a voler vedere di persona Spray King, persone tra le quali c'è Kuroda Miu, una fotografa che farà di tutto pur di rubare uno scatto al misterioso eroe che agisce nell'ombra.
King dovrà combattere contro i 12 fratelli della banda di cui faceva parte per salvare Kotobuki e tutta la sua popolazione.

## Personaggi
- Torateru Tanaka (田中 寅輝?) : personaggio apparentemente secondario, che fa amicizia con Kuroda e l'aiuta a cercare di ottenere una foto di Spray King.
- Ayame Hozuki: primo personaggio apparso nella storia, seconda solo a Spray King. Ama disegnare e sarà la prima persona con cui Tanaka farà conoscenza e amicizia.
- Kuroda Miu: fotografa con un misterioso passato. Salvata da Spray King capisce che non è un delinquente come lo dipingono tutti. Il suo scopo è quello di ottenere una foto dell'"artista".
- Spray King: personaggio principale della storia. Si presenta come un eroe cittadino che sconfigge le gang criminali di kotobuki-cho. Faceva parte dei fratelli, organizzazione i cui membri ora gli danno la caccia come traditore.

### I dodici Fratelli
I fratelli sono una sorta di organizzazione con al vertice "Il Boss", colui che ha radunato tutti i tredici fratelli per adempire al suo scopo, quello di scatenare nuovamene le brame degli esseri umani per farli tornare alla loro condizione originaria. In seguito al tradimento di Spray King che decise di lasciare l'organizzazione, ora i fratelli si ritrovano ad essere dodici. Ognuno dei membri è preposto al controllo di uno dei dodici quartieri della città di Kotobuki.
- Ace: il principale antagonista di Spray King, subito dopo il Boss. Ha il potere sul primo distretto di Kotobuki. Il suo nome deriva da "Asso", la prima carta presente in un mazzo. I suoi poteri sono molto simili a quelli di Spray King. Verrà sconfitto nel 13 capitolo dove Spray king ,assorbendo i suoi colori, lascerà un graffito rappresentante il ratto.
- Duo: ha il potere sul secondo distretto ed è il più ambizioso dei fratelli. Il suo nome deriva dal latino e significa per l'appunto due. Viene eliminato da Vicious.
- Tribal Third: grande amico di King fu costretto a lasciare l'organizzazione a causa di una malattia che lo affliggeva, morendo per questa. Lo stile dei suoi graffiti segue il tribale, come dice il nome, ed era a capo del terzo distretto. Verrà sostituito da una copia, che, una volta sconfitta, permetterà a Spray king di realizzare un graffito raffigurante Kyuki, segno zodiacale della tigre.
- Amami Vier: ragazza al comando del quarto distretto. All'inizio si era presentata come amica dei protagonisti, rivelando alla fine di essere una dei fratelli. Il cognome "Vier" deriva dal tedesco e significa "4". I suoi colori permetteranno a Spray King di raffigurare Gyokuto, la lepre.
- Vicious Woo: il più violento dei fratelli, sigillato dal boss per la sua pericolosità e liberato da Duo perché lo aiuti ad eliminare King. Alla fine sarà Vicious ad eliminare Duo. Woo è la pronuncia cinese del numero 5. Verrà sconfitto due volte, e quindi Spray King realizzerà due graffiti rappresentanti il drago. Il suo potere è quello di instillare nelle persone la negatività assorbendo inoltre a queste ultime tutta la loro energia vitale.
- Sechs Rock: sfrutta il potere del suono ed è il fratello a capo del sesto distretto. Le sue brame permetterano la rappresentazione di Uroboro, il serpente. Sechs in tedesco significa 6.
- Ride Seven: leader del gruppo "Seventh Knight è inoltre il fratello che ha il potere sul settimo distretto. Il suo potere è quello di assorbire la fortuna degli altri, ma verrà sconfitto comunque da Spray King, che risucchiando le sue brame rappresenterà Sleipnir, il cavallo.
- Octo Mugen:è l'unico dei fratelli che aiuta King durante la storia, grazie al suo potere, l'Eight, in grado di annullare gli effetti delle abilità dei fratelli. Non è posseduto da nessuna brama ma comunque ha il potere sull'ottavo distretto. In latino "Octo" significa "8". Morirà in seguito allo scontro con Vicious, lasciando un graffito rappresentante Xiezhi, la pecora.
- Cloud Nine: spacciandosi per King devastava il nono distretto di Kotobuki, dando cattiva fama al protagonista. Il suo potere è quello di rubare le Skill (abilità) degli avversari, sebbene però ne assorba anche le debolezze. Sfruttando questo difetto Spray King riuscirà ad assorbirne le brame, con le quali raffigurerà Seiten Taisei, la scimmia. Nine in inglese significa 9.
- Neon: l'informatore all'interno dell'organizzazione è anche collezionista di Spray ed è segretamente innamorato di Regina Queen. Comandava sul decimo distretto ed infatti il suo è il nome del gas che ha come numero atomico 10, il neon.
- Jack: a comando dell'11 distretto, adora ascoltare la musica con lo stereo che si porta in spalla e riesce a scatenare la brama degli esseri viventi.Permetterà al protagonista di rappresentare Ortro, il cane. Il nome deriva dal jack che è l'undicesima carta di un mazzo da poker.
- Regina Queen: tornata a Kotobuki dopo molto tempo, utilizza uno spray proibito che la fa invecchiare. Alla fine le sue brame permetteranno la raffigurazione del porcellino, il cinghiale della fortuna. Ha il controllo sul dodicesimo distretto di Kotobuki e infatti il suo nome deriva dalla dodicesima carta di un mazzo da poker.
- Il boss: capo dei dodici fratelli, è stato lui a riunirli sotto la sua protezione. Il suo scopo è quello di scatenare le brame di tutte le persone del mondo, facendo tornare l'umanità allo stato originale. Abbinato ad un mazzo da poker, il boss rappresenterebbe il Joker.

## Volumi
| Nº | Titolo italiano | Data di prima pubblicazione | Data di prima pubblicazione |
| Nº | Titolo italiano | Giapponese                  | Italiano                    |
| 1  | Spray King 1 | 2009                        | 21 ottobre 2010             |
| 1  | Capitoli - 01. Prologue 1: Go My Way - 02. Prologue 2: Top - 03. Visione - Storia a parte:Vita da disegnatori, volume 1                      |                             |                             |
| 2  | Spray King 2 | 2009                        | dicembre 2010               |
| 2  | Capitoli - 04. Dog Eat Dog - 05. Lucky Escape - 06. Imitation King - 07. Ace - Storia a parte:Spray Dog                                      |                             |                             |
| 3  | Spray King 3 | 2009                        | marzo 2011                  |
| 3  | Capitoli - 08. The 12 Zodiac Signs - 09. Double Personality - 10. Kotobuki Undead - 11. X-pel - Storia a parte:Vita da disegnatori, volume 3 |                             |                             |
| 4  | Spray King 4 | 2010                        | maggio 2011                 |
| 4  | Capitoli - 12. Tribal - 13. Marionette - 14. Paradox - 15. Spray King - Storia a parte:Vita da disegnatori, volume 4                         |                             |                             |

## Curiosità
- Tutti i graffiti che Spray King crea alla fine di ogni capitolo rappresentano una divinità e anche un segno zodiacale dello zodiaco cinese, tranne l'ultimo che rappresenta un leone, segno zodiacale dell'occidente.
- Tutti i dodici fratelli presentano un numero nel nome, che indica il distretto di Kotobuki loro assegnato.[3]
- Sulle ultime pagine di ognuno dei 4 volumi, è presente una breve gag dell'autore intitolata "Vita da Disegnatore" che è un po' la continuazione di ciò che Mikuni aveva iniziato sul volume 4 di Monster Hunter Orage.